# Mättjejaure
Mättjejaure är en sjö i Arjeplogs kommun i Lappland och ingår i Skellefteälvens huvudavrinningsområde. Sjön har en area på 0,209 kvadratkilometer och ligger 429 meter över havet. Mättjejaure ligger i Hornavan-Sädvajaure fjällurskog Natura 2000-område.

## Delavrinningsområde
Mättjejaure ingår i det delavrinningsområde (736981-156118) som SMHI kallar för Mynnar i Hornavan. Medelhöjden är 569 meter över havet och ytan är 27,84 kvadratkilometer. Det finns inga avrinningsområden uppströms utan avrinningsområdet är högsta punkten. Vattendraget som avvattnar avrinningsområdet har biflödesordning 2, vilket innebär att vattnet flödar genom totalt 2 vattendrag innan det når havet efter 313 kilometer. Avrinningsområdet består mestadels av skog (84 procent) och kalfjäll (12 procent). Avrinningsområdet har 1,02 kvadratkilometer vattenytor vilket ger det en sjöprocent på 3,7 procent.